# Kreis Szécsény
Der Kreis Szécsény (ungarisch Szécsényi járás) ist ein Kreis im Norden des nordungarischen Komitats Nógrád. Er grenzt im Westen an den Kreis Balassagyarmat, im Süden an den Kreis Pásztó und im Osten an den Kreis Salgótarján. Im Nordwesten bildet die Slowakei die Grenze (3 Grenzgemeinden).

## Geschichte
Der Kreis ging während der ungarischen Verwaltungsreform Anfang 2013 mit allen 13 Gemeinden aus seinem Vorgänger, dem gleichnamigen Kleingebiet (ungarisch Szécsényi kistérség) hervor. und wurde noch durch eine Gemeinde aus dem Kreis Salgótarján erweitert.

## Gemeindeübersicht
Der Kreis Szécsény hat eine durchschnittliche Gemeindegröße von 1.355 Einwohnern auf einer Fläche von 20,36 Quadratkilometern. Die Bevölkerungsdichte des bevölkerungsärmsten Kreises liegt etwas unter der des Komitats. Der Verwaltungssitz befindet sich in der einzigen Stadt, Szécsény, im Westen des Kreises gelegen.
| Gemeinde        | Status   | Herkunft Kleingebiet | Einwohnerzahl | Einwohnerzahl | Einwohnerzahl | Fläche (km²) | Bevölkerungs- dichte (Ew./km²) |
| Gemeinde        | Status   | Herkunft Kleingebiet | 01.10.2011    | 01.01.2013    | 01.01.2016    | 01.01.2016   | Bevölkerungs- dichte (Ew./km²) |
| --------------- | -------- | -------------------- | ------------- | ------------- | ------------- | ------------ | ------------------------------ |
| Endrefalva      | Gemeinde | Szécsény             | 1.237         | 1.238         | 1.199         | 13,23        | 90,6                           |
| Hollókő         | Gemeinde | Szécsény             | 323           | 329           | 332           | 5,18         | 64,1                           |
| Ludányhalászi * | Gemeinde | Szécsény             | 1.535         | 1.496         | 1.430         | 21,13        | 67,7                           |
| Magyargéc       | Gemeinde | Szécsény             | 897           | 899           | 873           | 12,35        | 70,7                           |
| Nagylóc         | Gemeinde | Szécsény             | 1.590         | 1.591         | 1.501         | 39,12        | 38,4                           |
| Nógrádmegyer    | Gemeinde | Szécsény             | 1.745         | 1.716         | 1.633         | 22,77        | 71,7                           |
| Nógrádsipek     | Gemeinde | Szécsény             | 696           | 698           | 687           | 20,13        | 34,1                           |
| Nógrádszakál *  | Gemeinde | Szécsény             | 626           | 636           | 640           | 18,72        | 34,2                           |
| Piliny          | Gemeinde | Szécsény             | 617           | 589           | 595           | 16,04        | 37,1                           |
| Rimóc           | Gemeinde | Szécsény             | 1.833         | 1.841         | 1.846         | 29,25        | 63,1                           |
| Szalmatercs     | Gemeinde | Salgótarján          | 460           | 441           | 398           | 7,58         | 52,5                           |
| Szécsény *      | Stadt    | Szécsény             | 5.962         | 5.999         | 5.883         | 45,67        | 128,8                          |
| Szécsényfelfalu | Gemeinde | Szécsény             | 419           | 418           | 377           | 8,22         | 45,9                           |
| Varsány         | Gemeinde | Szécsény             | 1.647         | 1.646         | 1.581         | 25,58        | 61,8                           |
| Kreis Szécsény  |          |                      | 19.587        | 19.537        | 18.975        | 284,97       | 66,6                           |

* Grenzgemeinde zur Slowakei